# Ordre de la Couronne de fer (Autriche)
Pour les articles homonymes, voir Ordre de la Couronne, Couronne de Fer et Ordre de la Couronne de fer.
L'ordre autrichien de la Couronne de fer est un « héritier » direct de l'ordre de la Couronne de fer créé par Napoléon Ier.
En 1816, avec la fin de l'ère napoléonienne, l'empire d'Autriche revint « dans les affaires italiennes » par la création du Royaume lombard-vénitien dont la couronne est octroyée à François Ier (1768-1835), empereur d'Autriche.
L'empereur, appréciant les heureux effets de l'institution, déclara que l'ordre de la Couronne de fer ferait désormais partie des ordres de sa maison. Il lui donna de nouveaux statuts et en annexa à perpétuité la grande maîtrise à la maison d'Autriche.

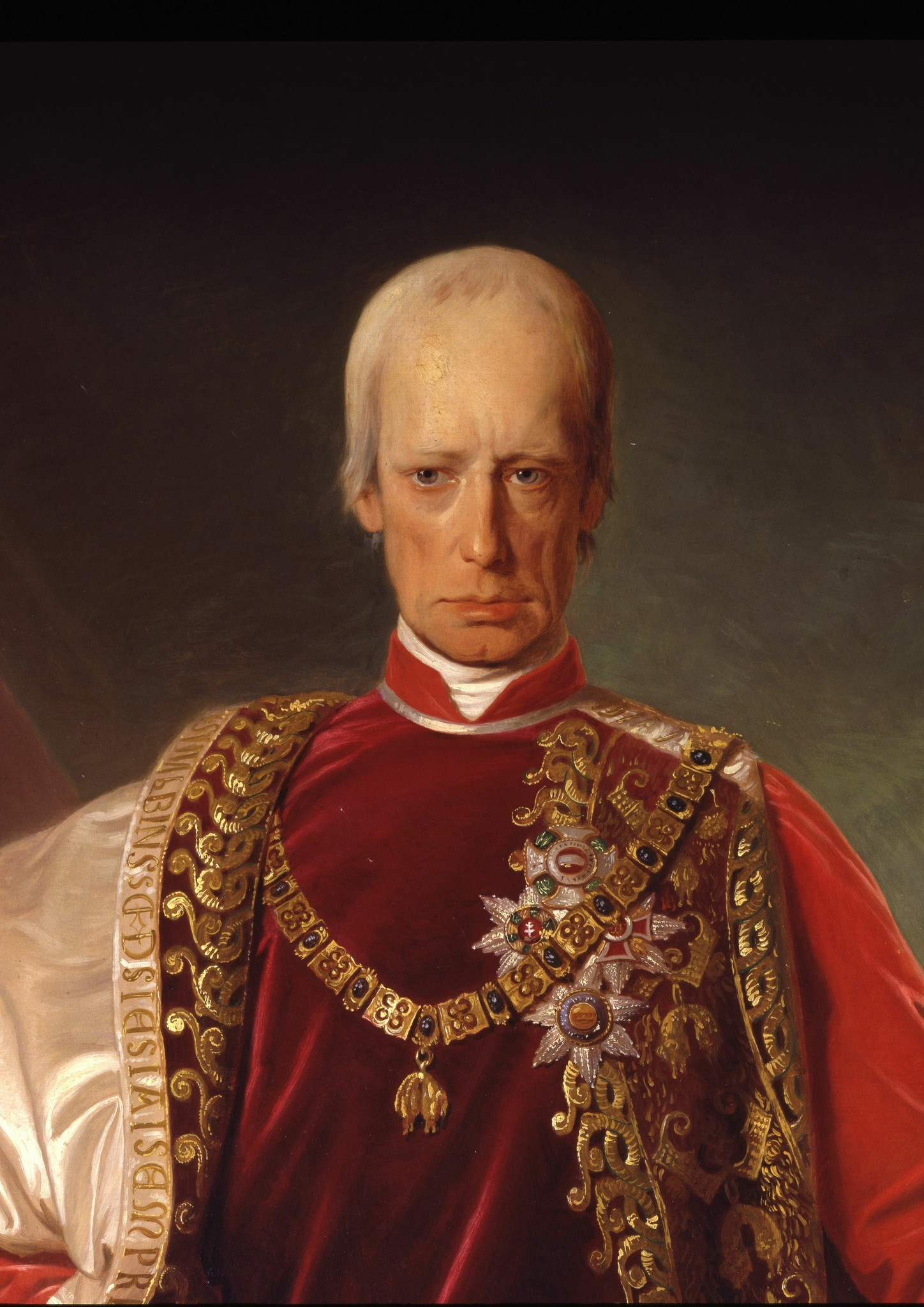
François Ier, empereur d'Autriche, ici portant la robe cérémoniale de l'ordre de la Toison d'or, Friederich von Amerling, 1832.

L'ordre qu'il institua, plus prestigieux encore que l'ordre napoléonien (son contingent étant beaucoup plus limité), était divisé en trois classes :
- la première ne pouvait compter pas plus de 20 chevaliers ;
- la seconde, dont le nombre était limité à 30 ;
- et la troisième à laquelle il n'était affecté pas plus de 50 personnes.

Jusqu'au 18 juillet 1884, les chevaliers de Ire classe étaient admis comme conseiller intime, ceux de IIe classe étaient créés barons, alors que les récipiendaires de 3e classe recevaient le titre de chevalier.
Par un décret du 12 février 1860, il fut établi une distinction dite « de Guerre » sous la forme d'une couronne de laurier autour de l'insigne, tandis qu'en 1917 fut introduit une décoration pour récompenser les actes d'héroïsme contre l'ennemi : 2 épées croisées.
L'Ordre ne fut plus attribué après 1918 avec la disparition de l'empire d'Autriche-Hongrie.

## Insigne et ruban
L'Autriche maintint dans un premier temps les caractéristiques de l'ordre créé par Napoléon, en remplaçant simplement le portrait de Bonaparte par une aigle bicéphale d'or. Par la suite, François Ier décida de changer radicalement les caractéristiques de la médaille de l'ordre, de le remplacer par la deuxième version.
Cette 2e version constituait en l'antique Couronne de fer surmontée de l'aigle bicéphale tenant dans ses serres les regalia de l'Empire (savoir à senestre un « monde » ou globe, et à dextre une épée), chargée sur la poitrine d'un bouclier d'émail bleu, portant à l'avers le monogramme « F » (pour « François Ier ») et au revers la date 1815.
La nouvelle devise de l'ordre (présente sur la plaque) était : « Avicta et aucta ».
Les couleurs du ruban furent elles aussi modifiées pour devenir d'or liseré de bleu.

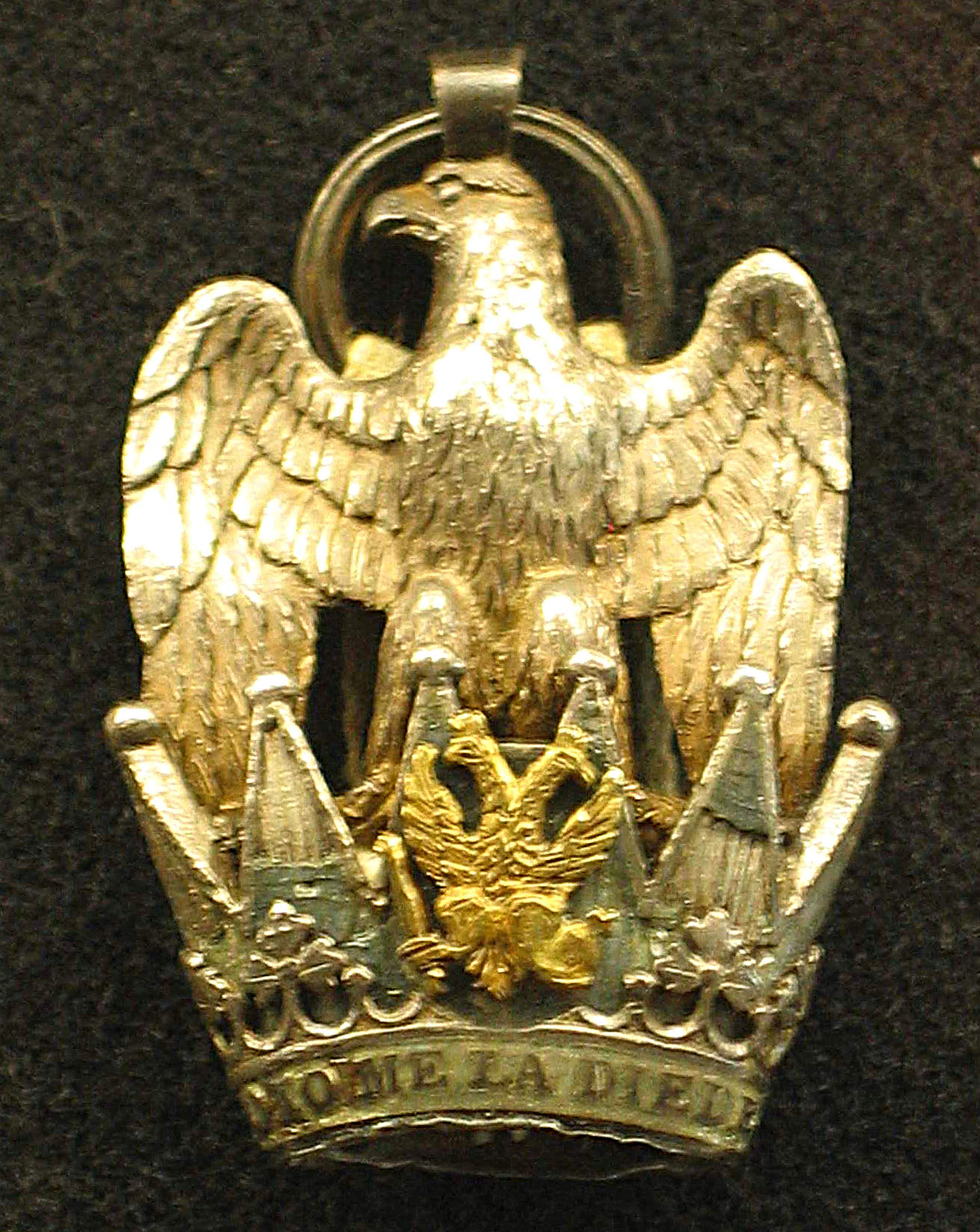
Ordre de la Couronne de fer (modèle autrichien, 1re version : adaptation du modèle napoléonien)
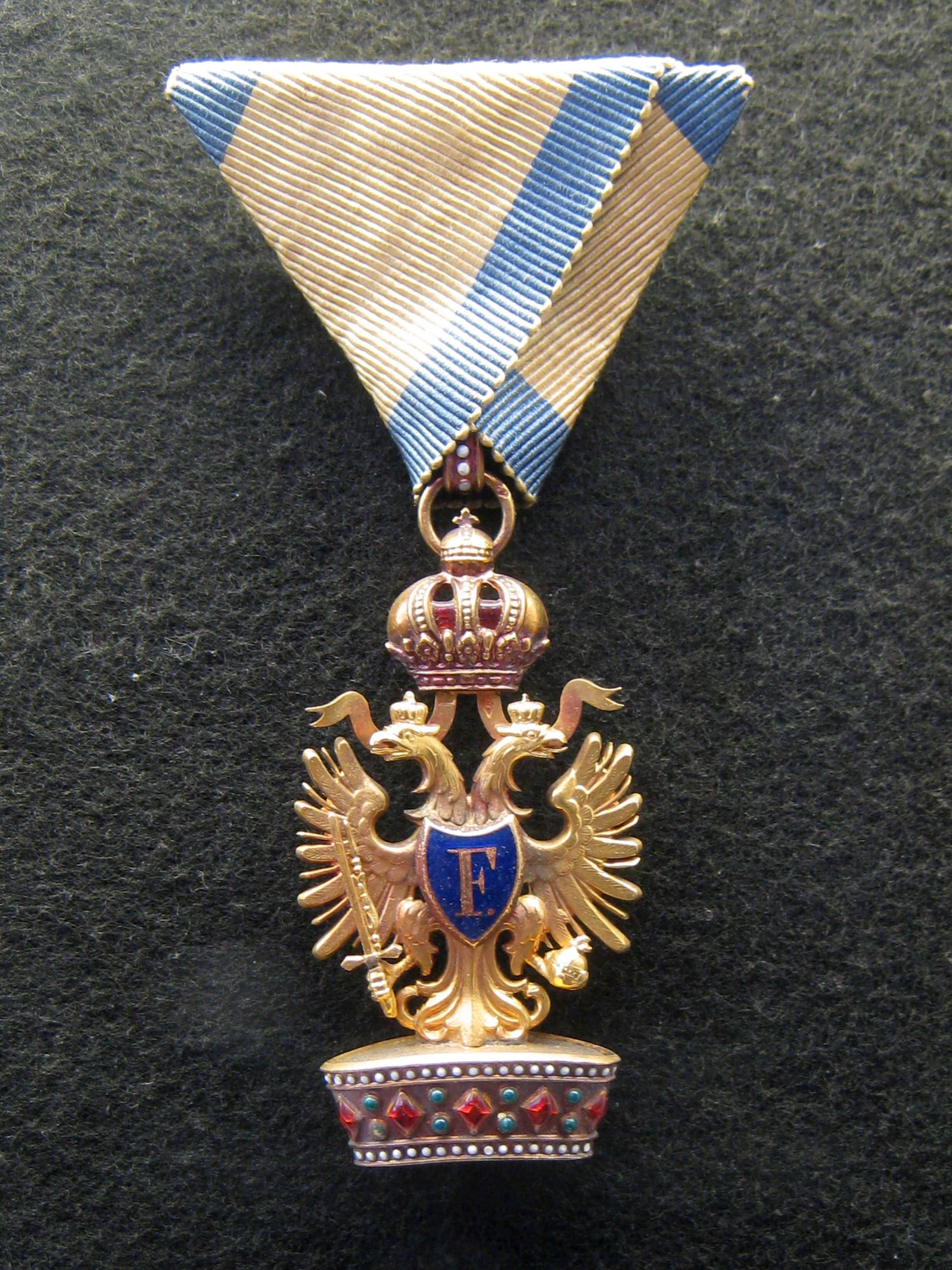
Ordre de la Couronne de fer (modèle autrichien, 2e version)
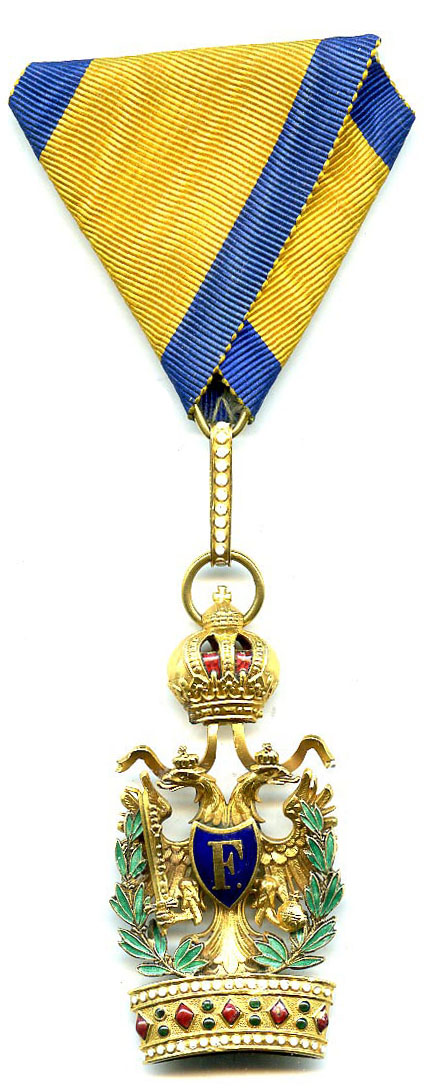
Insigne de l'ordre autrichien, avec distinction dite « de Guerre »

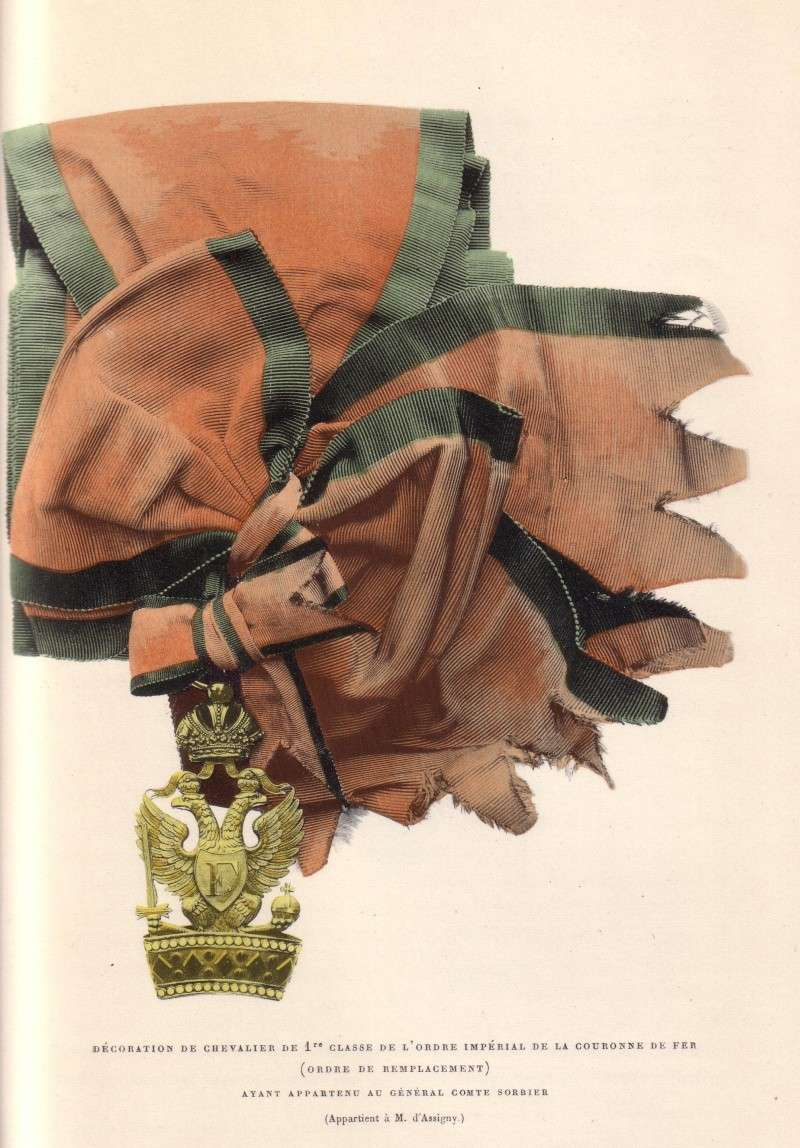
Décoration de 1re classe de l'ordre impérial de la Couronne de Fer (Ordre de remplacement) ayant appartenu au général Sorbier
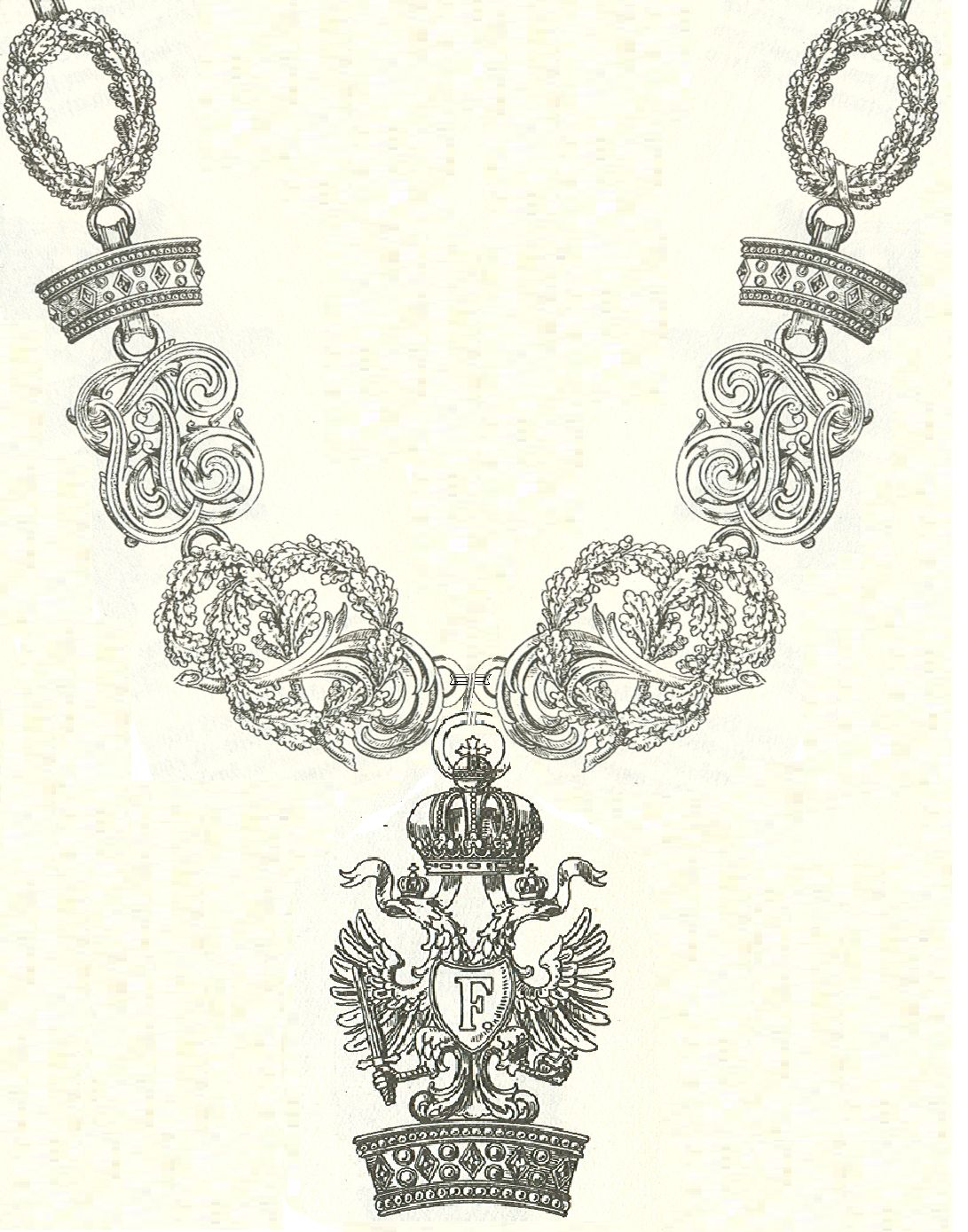
Collier de l'ordre autrichien
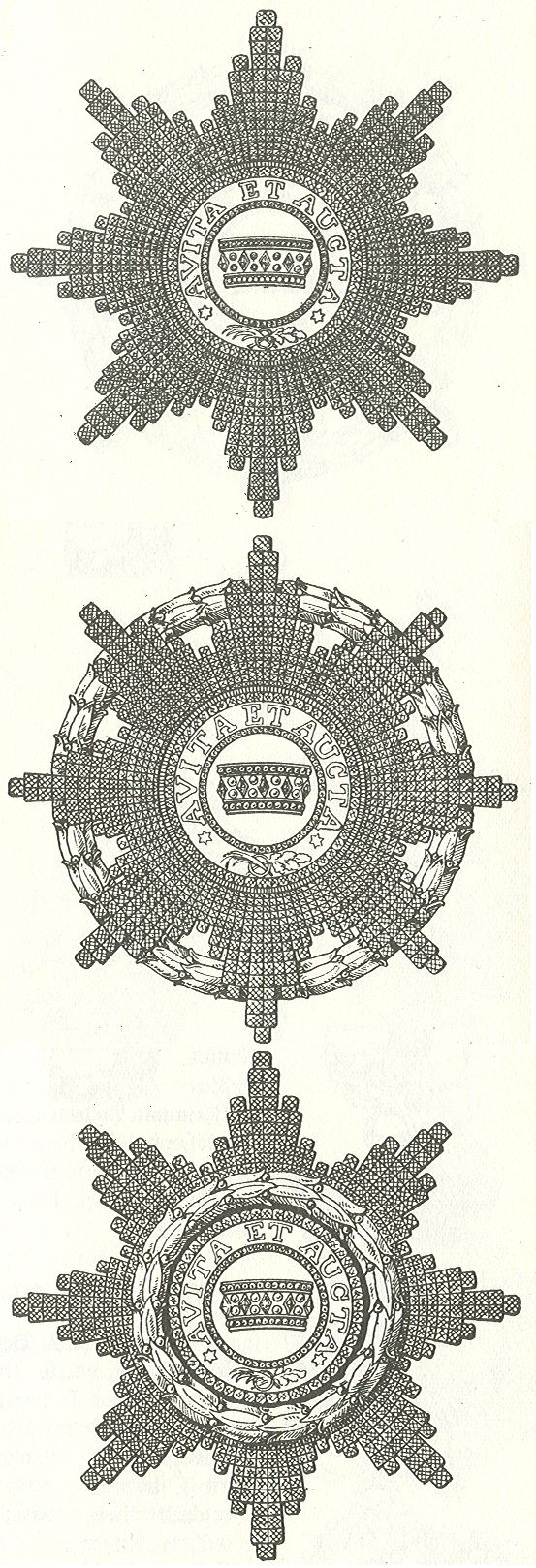
Plaques de l'ordre autrichien

Il était décidé que :
- Les chevaliers de Ire classe porteraient la décoration, en or, au cou et en baudrier de l'épaule droite à la hanche gauche, ainsi que d'une étoile à huit pointes à prendre sur la poitrine gauche ;
- Les chevaliers de IIe portaient la médaille autour du cou avec un ruban ;
- Les chevaliers de IIIe portaient l'insigne à la poitrine.

|                   |                  |                  |
| Ruban             |                  |                  |
| Chevalier de IIIe | Chevalier de IIe | Chevalier de Ire |

## Grands-maîtres de l'Ordre
1. 1816–1838 : François Ier, empereur d'Autriche ;
2. 1838–1848 : Ferdinand Ier, empereur d'Autriche ;
3. 1848–1916 : François-Joseph Ier, empereur d'Autriche et roi de Hongrie ;
4. 1916–1918 : Charles Ier, empereur d'Autriche et roi de Hongrie.

## Membres

### Chevaliers de1reclasse

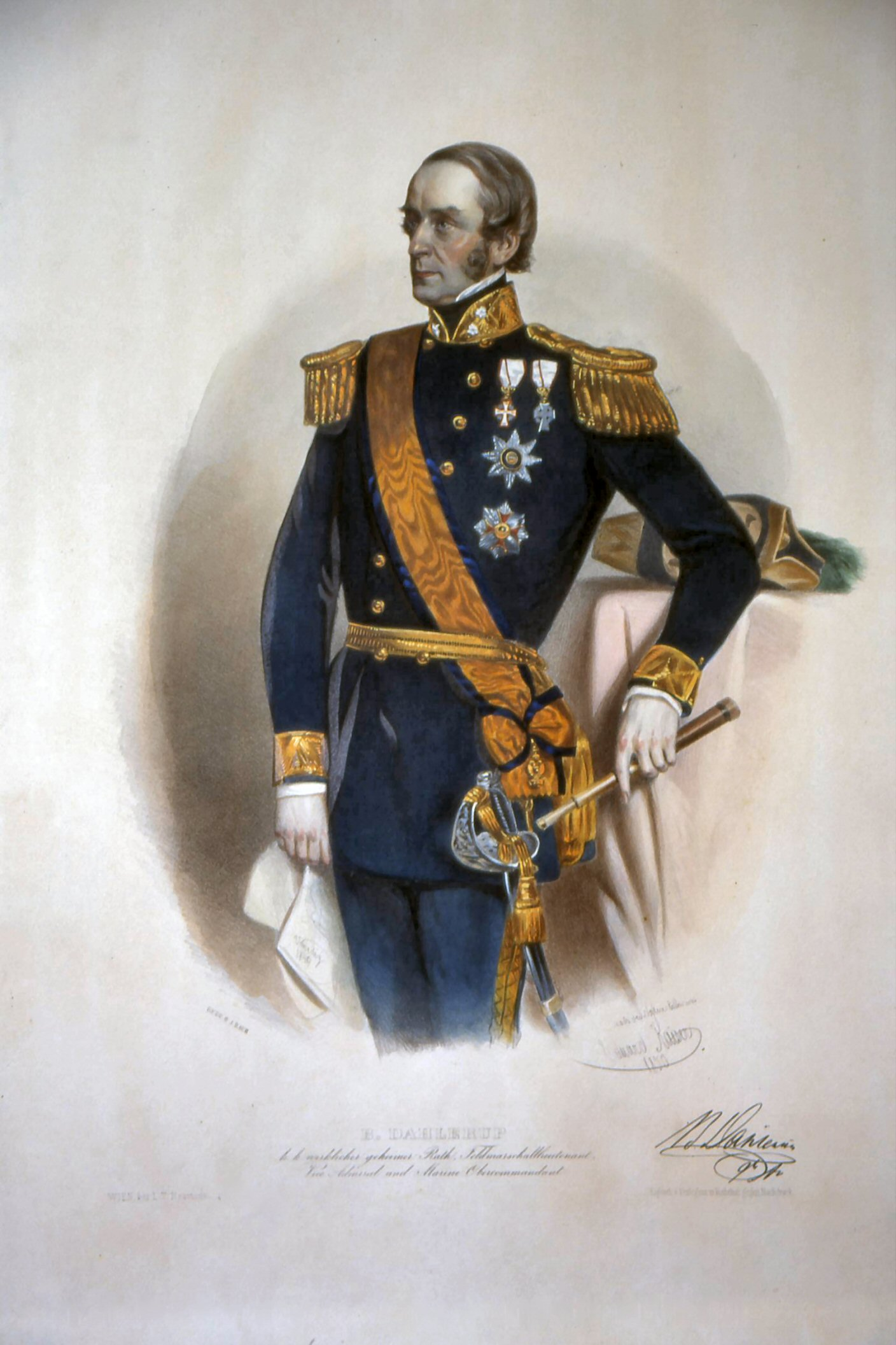
Vice-amiral Hans Birch Dahlerup en 1850 porte les insignies de chevalier I. classe
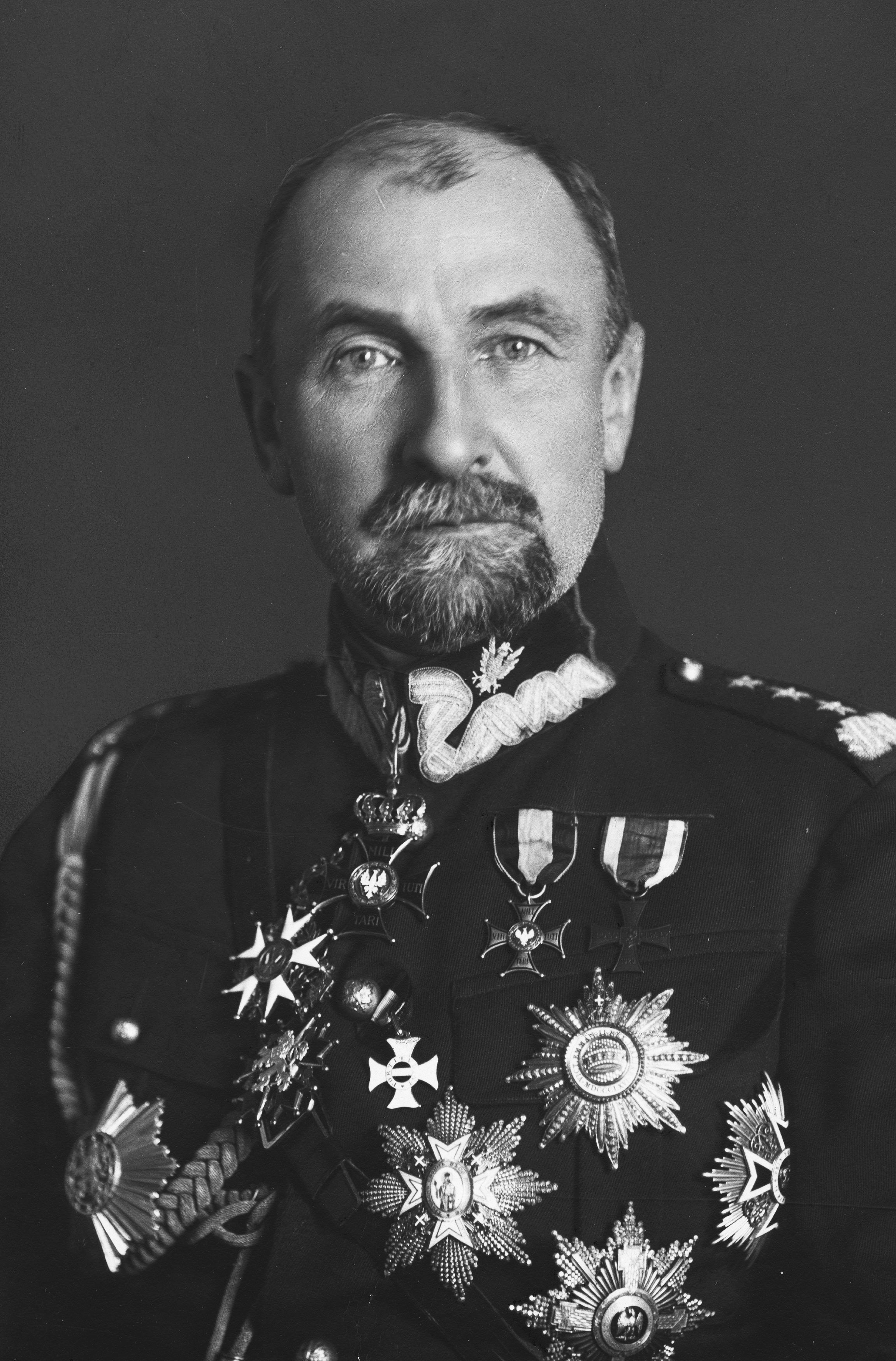
Général Tadeusz Rozwadowski porte l'étoile de chevalier I. classe (en haut à droite)

- Ferdinand III de Toscane (1769-1824), grand-duc de Toscane ;
- François IV de Modène (1779-1846), duc de Modène ;
- L'archiduc Rainier d'Autriche, vice-roi de Lombardie-Vénétie ;
- L'archiduc François-Ferdinand d'Autriche (1863-1914) ;
- Ferdinand von Bissingen-Nippenburg (it) (1749-1831), gouverneur de la Vénétie autrichienne ;
- Henri XV de Reuss-Plauen (1751-1825) ;
- Heinrich Johann de Bellegarde (1757-1830), maréchal autrichien, gouverneur de la Lombardie autrichienne ;
- Johann Maria Philipp Frimont (1759-1831), général autrichien ;
- Franz Josef Saurau (it) (1760-1832) ;
- Le comte Jean-Barthélemot Sorbier (1763-1827), général de division (maintenu dans l'ordre autrichien) ;
- Joseph Radetzky (1766-1856), maréchal autrichien ;
- Karl Kajetan von Gaisruck (1769-1846), cardinal et archevêque de Milan, « prélat général » de l'Ordre ;
- Giulio Strassoldo di Sotto (it) (1771-1830) ;
- Peter von Goëss (1774-1846) ;
- Camille Prince Borghese (1775-1832 ) ;
- Francesco Cempini (it) (1775-1853), avocat et homme politique, Premier ministre du grand-duché de Toscane ;
- Karl Ludwig von Ficquelmont (1777-1857), premier ministre de l'empire d'Autriche ;
- Laval Nugent von Westmeath (1777-1862), commandant militaire faisant office de gouverneur civil en Lombardie-Vénétie ;
- Johann Baptist Spaur (1777-1852) ;
- Karl von Gorzowsky (1778-1858) ;
- Stanislaus Anton Puchner (it) (1779-1852) ;
- Mgr Imre von Palugyai (1780-1858), prélat et conseiller du roi.
- Guillaume Ier de Wurtemberg (1781-1864), roi de Wurtemberg ;
- Guillaume Henri Dufour (ch) (1787-1875), général, cartographe, homme politique et cofondateur de la Croix-Rouge
- Pietro Paleocapa (1788-1869), scientifique et homme politique
- Franz Schlik (1789-1862) ;
- Franz von Hartig (1789-1865), gouverneur de la Lombardie autrichienne ;
- Hans Birch Dahlerup (de) (1790-1872), amiral autrichien d'origine danoise;
- Carlo Bartolomeo Romilli (1795-1859), archevêque de Milan, « prélat général » de l'Ordre ;
- Karl Ferdinand, comte von Buol-Schauenstein (1797-1865), homme politique autrichien ;
- Alberto Montecuccoli-Laderchi (it) (1802-1873) ;
- Robert von Salm-Reifferscheidt-Raitz (it) (1804-1875), gouverneur de la Lombardie autrichienne ;
- Kajetan von Bissingen-Nippenburg (1806-1890), gouverneur de la Vénétie autrichienne ;
- Ernst Hartung (it) (1808-1879) ;
- Chev. Georg Otto von Toggenburg-Sargans (it) (1811-1888) ;
- Ludwig von Gablenz (1814-1874), militaire autrichien ;
- Wilhelm Ramming von Riedkirchen (1815-1876) ;
- Josef Philippovich von Philippsberg (de) (1815-1889), « Feldzeugmeister » autrichien ;
- Hermann von Spaun (1833-1919), amiral, capitaine général de la flotte autrichienne ;
- Eugen von Albori (it) (1838–1915), gouverneur de Bosnie-Herzégovine ;
- Le comte de Paraty, D. Miguel Aleixo António do Carmo de Noronha (pt) (1850-1932), ministre plénipotentiaire du Portugal ;
- Franz Rohr von Denta (1854-1927), feld-maréchal autrichien ;
- Hermann Kövess (1854-1924), feld-maréchal autrichien ;
- Eduard von Böhm-Ermolli (1856-1941), feld-maréchal autrichien ;
- Svetozar Boroevic von Bojna (1856-1920), maréchal autrichien ;
- Erwin Zeidler (it) (1865-1945), militaire autrichien ;
- Ferdinand Kosak (it) (1856-1932), général autrichien ;
- Arthur Arz von Straußenburg (1857-1935), feld-maréchal autrichien ;
- Vittorio Amedeo Vialardi di Verrone (it), commandeur de l'ordre militaire de Savoie, grand-cordon de l'ordre des Saints-Maurice-et-Lazare, lieutenant-général commandant de la Garde (Grenadiers de Sardaigne (it)) (en italien : « Granatieri di Sardegna »), gouverneur de Fenestrelle ;
- Hugo Abensberg und Traun (1828-1904), diplomate austro-hongrois.

### Chevaliers de2eclasse

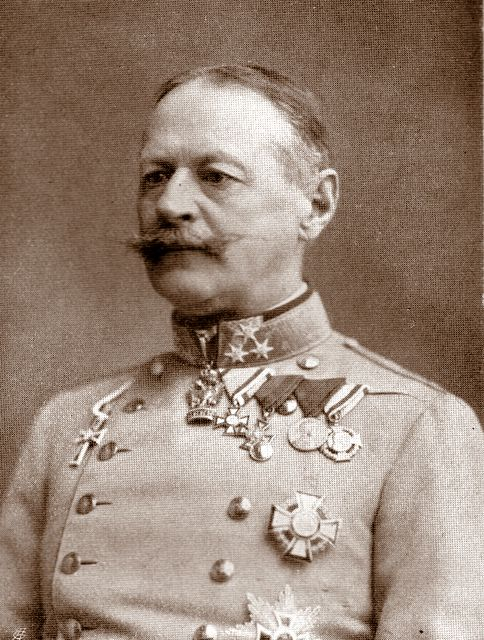
Alexander von Krobatin, maréchal et homme politique austro-hongrois, en 1914 porte l'insignie de chevalier II. classe

- Franz Freiherr von Bandiera (1785-1847), amiral autrichien ;
- Frédéric Milliet d'Arvillars (1788-1858), militaire et homme politique italien ;
- Alexander Wassilko von Serecki (1827-1893), membre de la Chambre des Seigneurs de l'Autriche (Herrenhaus) et le maréchal de la Duché de Bucovine
- Charles-Louis-François Letellier-Blanchard (1815-1902), général français[4]
- Alexander von Krobatin (1849-1933), feld-maréchal autrichien ;
- Viktor Weber Edler von Webenau (1862-1932), général autrichien ;
- Richard von Berendt (de) (1865-1953), général autrichien ;
- Giovanni Maria Cavasanti (it) (1774-), général sarde ;
- Émilien de Nieuwerkerke (1811-1892), sculpteur et haut fonctionnaire français ;
- Otto Abensberg und Traun (1848-1899), homme politique austro-hongrois.

### Chevaliers de3eclasse

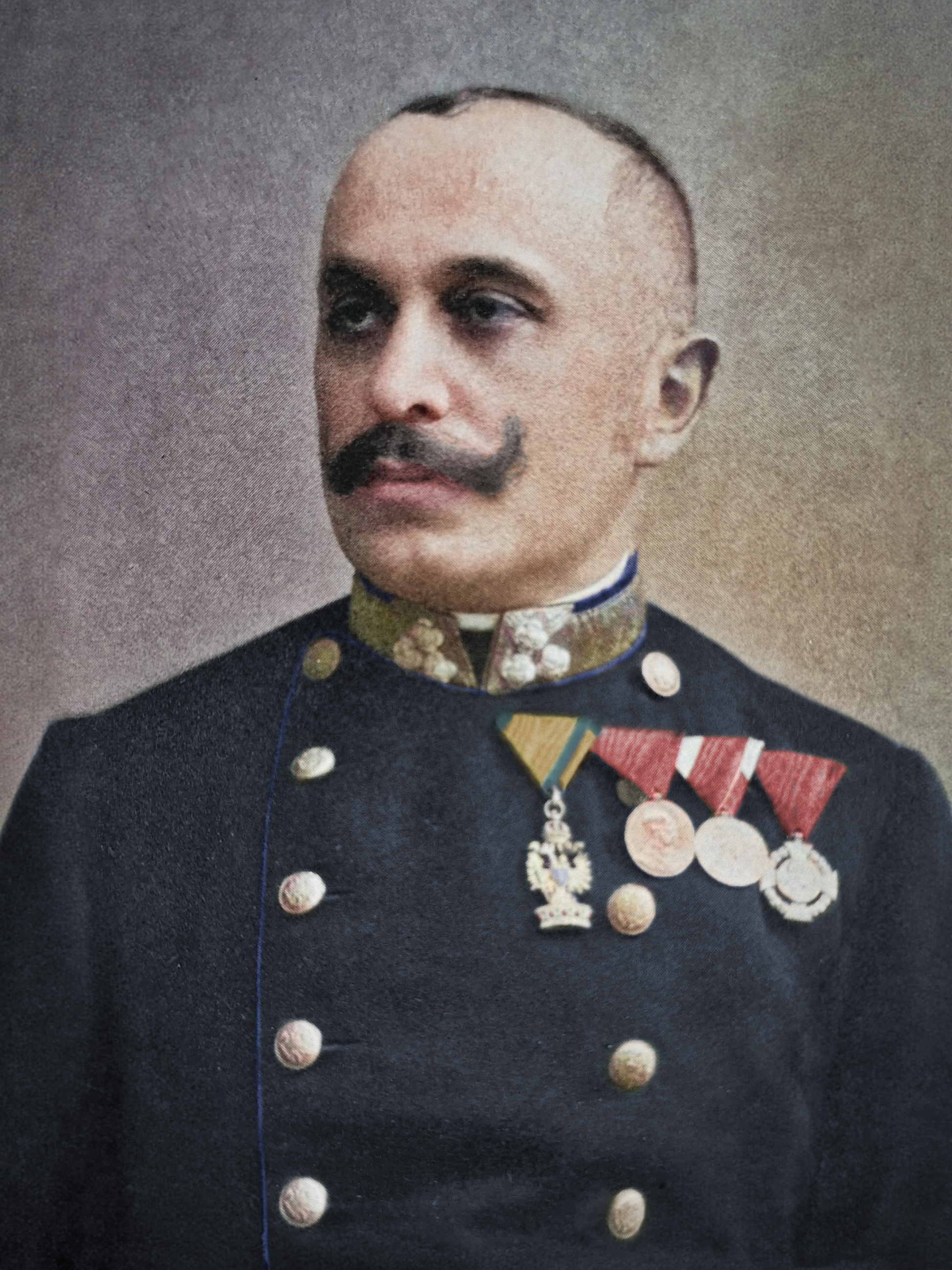
Premier procureur d'État, Dr. Demeter Ritter von Tuschinski, en 1912, porte l'insigne de chevalier III. classe
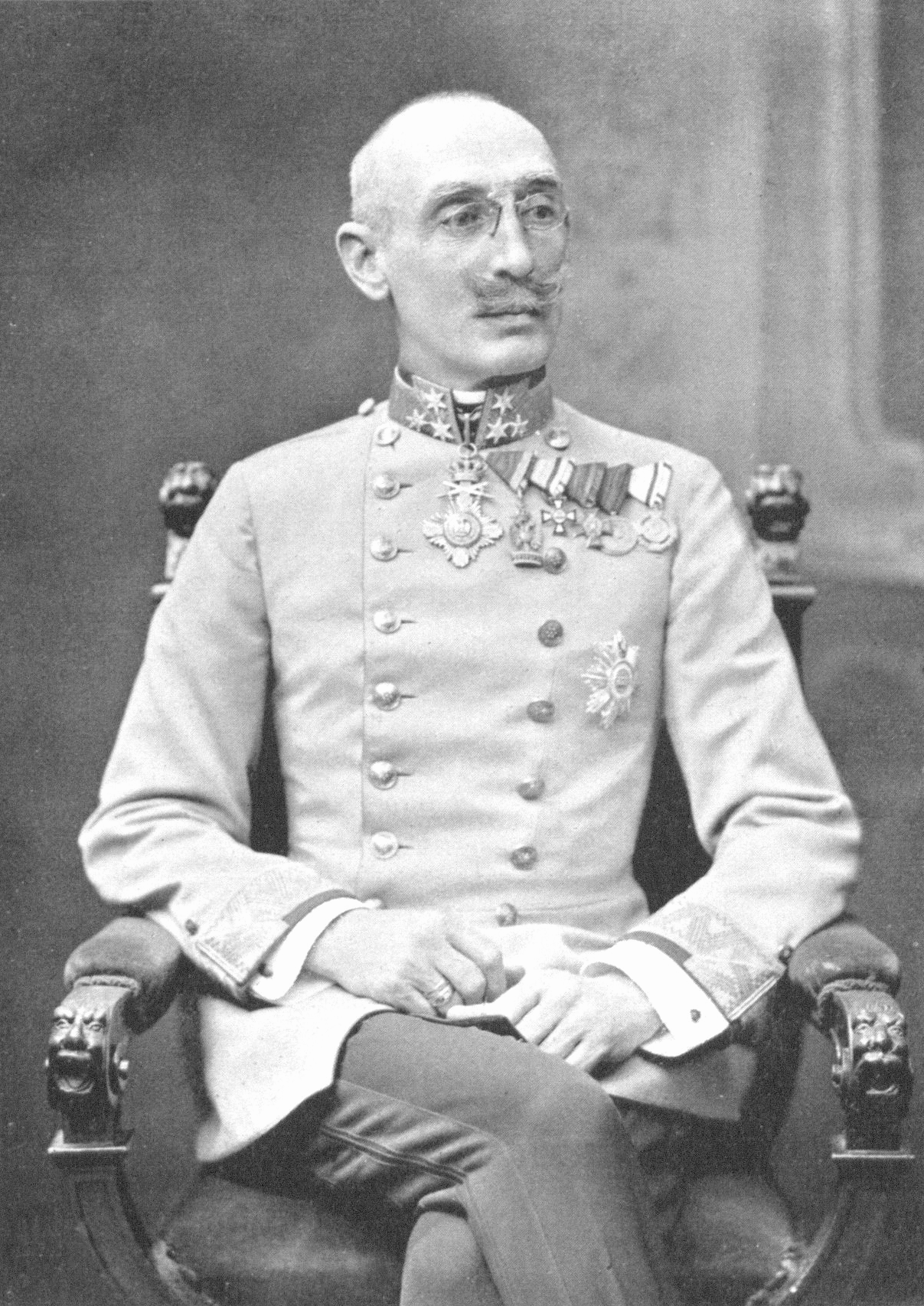
Generaloberst Karl von Kirchbach auf Lauterbach, en 1915, porte l'insigne de chevalier III. classe
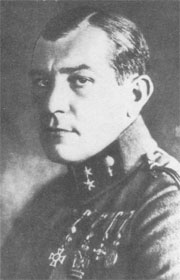
Aviateur Benno Fiala von Fernbrugg à la fin de la Première Guerre mondiale, porte l'insigne de chevalier III. classe.

- Pompeo Litta Biumi (1781–1852), militaire, homme politique, historien et généalogiste ;
- Karl Schönhals (de) (1788-1857), général autrichien ;
- Ferrante Aporti (1791-1858), prêtre et pédagogue italien, pionnier de l'éducation scolaire infantile ;
- Alessandro Manfredi Luserna d'Angrogna (it) (1800-1867), lieutenant-général, aide de camp du roi Victor-Emmanuel II de Savoie
- Ernest François Xavier Comte de Gourcy Droiteaumont (1820) gouverneur de la Basse Autriche ;
- Frédéric Spitzer (1815-1890), marchand et collectionneur d'art ;
- Hieronymus Ziemiecki (pl) (1817-1906), « Feldzeugmeister » prussien ;
- Camillo Ruggera (it) (1819-1866), militaire autrichien ;
- Alexander von Metz (it) (1823-1889), général autrichien ;
- Alfred von Kraus (it) (1824-1909), général autrichien ;
- Paolo Oss Mazzurana (it) (1833-1895), entrepreneur et homme politique trentin ;
- Carl Pichler von Deeben (it) (?-1898), policier et fonctionnaire autrichien ;
- Louis de Wecker, baron von Wecker (1832-1906), ophtalmologue autrichien naturalisé français ;
- Wilhelm Anton Neumann (de) (1837-1919), prêtre et archéologue autrichien ;
- Ferdinand von Quast (1850-1939), général allemand ;
- Anton Haus (1851-1917), grand-amiral autrichien ;
- Adolf Dietzius (pl) (1852-1920), parlementaire polonais au Reichsrat (empire d'Autriche) ;
- Karl von Kirchbach auf Lauterbach (1856-1939), général autrichien ;
- Maximilian Njegovan (1858-1930), amiral autrichien ;
- Jagatjit Singh (1872-1949), dernier maharadjah du Kapurthala ;
- Ferdinand Poschacher von Poschach (it) (1885-1947), général d'artillerie autrichien naturalisé allemand ;
- Gottfried von Banfield (1890-1986), militaire autrichien ;
- Benno Fiala von Fernbrugg (1890-1964), aviateur autrichien ;
- Stefan Stec (1893-1921); aviateur polonais
- Frank Linke-Crawford (1893-1918), aviateur autrichien ;
- Franciszek Peter (en) (1896-1968), aviateur autrichien ;
- Catégorie :
  - Chevalier de l'ordre autrichien de la Couronne de fer